# De’áruwa
Die De’áruwa (auch: Piaroa) sind ein indigener Stamm in Venezuela, der im venezolanisch-kolumbianischen Grenzgebiet in der Serra Parima nahe der Stadt Puerto Ayacucho lebt.

## Allgemeines

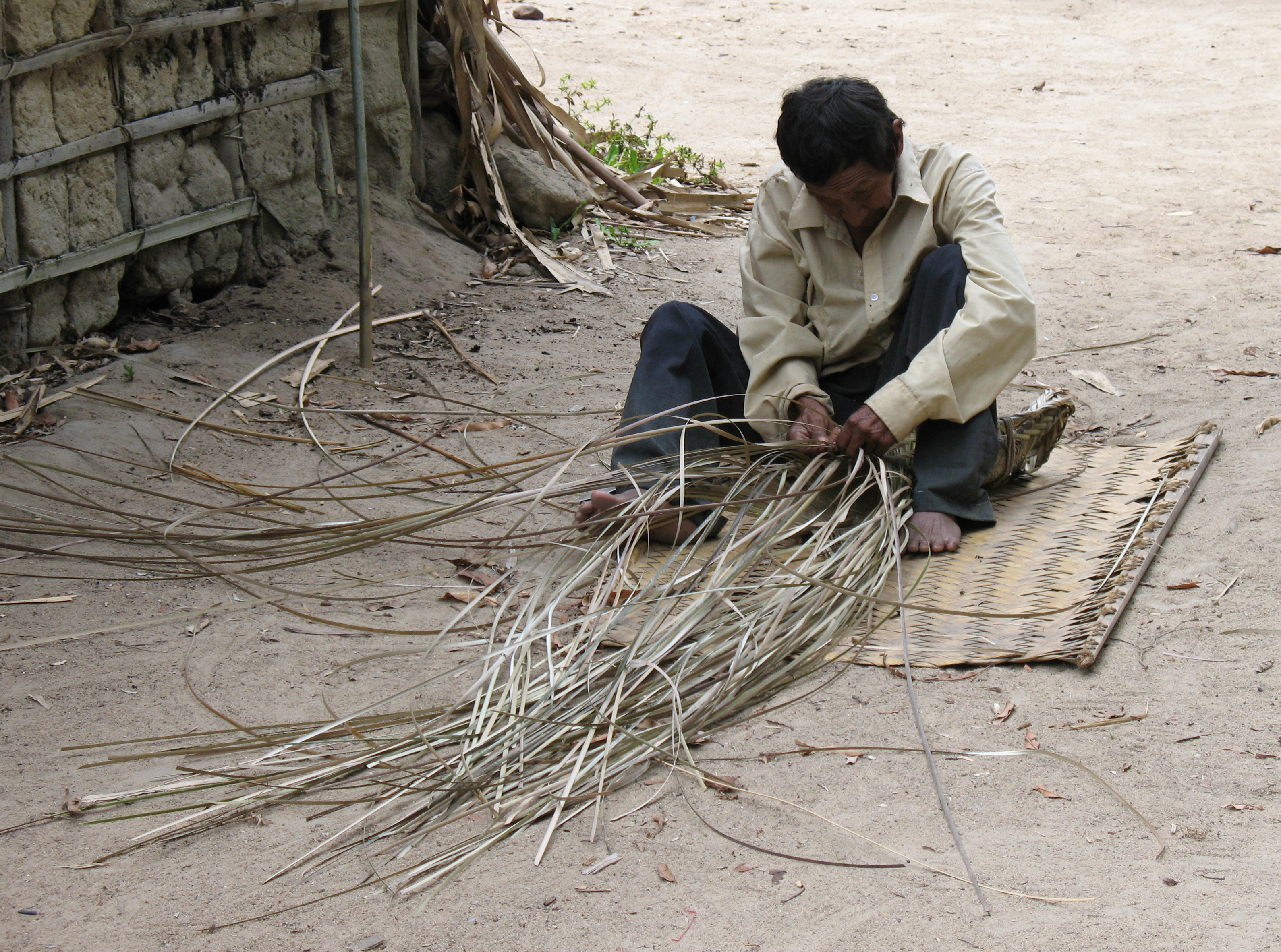
De’áruwa-Indianer

Ihre Ursprünge sind an der südamerikanischen Karibikküste zu suchen.
Ihre Sprache ist das fast ausgestorbene Sáliva.
1988 lebten noch etwa 8.700 von ihnen in den Wäldern und Savannen des Macizo de Cuao-Sipapo im venezolanischen Bundesstaat Amazonas an den Flüssen Cuao, Sipapo, Autana und Manapiare, sowie einige wenige in den kolumbianischen Bundesstaaten Vichada und Guaviare am Orinoco.
Ihren Lebensunterhalt verdienen sie sich mit dem Verkauf von Kunsthandwerk auf dem Indianermarkt von Puerto Ayacucho sowie durch den in Anfängen vorhandenen Tourismus. Sie ernähren sich von Fisch, erlegtem Wild und Früchten, die sie auf ihren Feldern, den so genannten Conucos, anbauen.
Die Piaroa sind in ihrem Wesen feinfühlend und die Herstellung eines Einbaums ist für sie ein magischer Akt. Diese Boote sehen zart aus, als ob sie auseinanderbrechen würden.
Die egalitäre und antiautoritäre soziale Ordnung der Piaroa wurde als Beispiel einer funktionierenden anarchistischen Gesellschaft beschrieben.
Weiter östlich an den Flüssen Asita und Parucito in Venezuela leben die Hotï-Indianer, bei denen es sich anscheinend um engere Verwandte der Piaroa handelt.

## Schöpfungsmythos der De’áruwa
Buoka war der erste. Er war vor allen anderen da. Es war dunkel. Er sah die Sonne nicht. Er sah das Wasser nicht. Er sah den Himmel nicht. Er sah die Berge nicht. Er sah die Menschen nicht. Das geschah noch vor Wahari.  Buoka hat Wahari aus seinem Auge geschaffen. Er nahm eines seiner Augen heraus und blickte hinein. Darin sah er einen Menschen und gab ihm den Namen Wahari. Buoka sagte: „Ich habe ihn herausgerissen, er wird mein Bruder.“ Und er erschuf seinen Bruder. Er nahm auch sein anderes Auge heraus: Tschecheru, seine Schwester. Es waren drei Geschwister: eine Familie!
Weißt du: In der Mitte deines Auges steht eine winzige schwarze Gestalt, eine kleine Puppe; deren Bild riss er aus seinem Auge und gab ihr dann einen Namen. Hiarea haanna, die kleine Gestalt im Auge, der Mensch im Auge, der Mensch des Auges. Das war der Gedanke Waharis.

## Das Warime-Fest
Beim Warime, dem großen Fest der De’áruwa erinnern sie sich an das urzeitliche Geschehen, als Wahari und sein Bruder Buoka die Welt ins Leben brachten und alle Tiere schufen. Zu den Kulthandlungen des Warime gehören das Herstellen und Bemalen der Masken, das Erzählen der Mythen, die Gesänge, die Tänze und die Musik. Mit der Erschaffung der Tiere kamen auch die Krankheiten in die Welt. Der Schamane, der irdische Vertreter des mythischen Wahari, kann das Jagdwild mit seinen Gesängen von den Krankheiten reinigen. Die wichtigsten Masken des Warime-Rituals sind die des Pekari – dem mythischen Vorfahren der De’áruwa –, die des Kapuzineraffen und vor allem die des Bienengeistes, der die Kraft des Waldes repräsentiert.